# Phaeogenes sitkensis
Phaeogenes sitkensis är en stekelart som först beskrevs av William Harris Ashmead 1902.  Phaeogenes sitkensis ingår i släktet Phaeogenes och familjen brokparasitsteklar. Inga underarter finns listade i Catalogue of Life.